# Puy-de-Serre
Puy-de-Serre település Franciaországban, Vendée megyében. Lakosainak száma 318 fő (2022. január 1.). Puy-de-Serre Faymoreau, Foussais-Payré, Marillet, Mervent, Saint-Hilaire-de-Voust, Saint-Maurice-des-Noues és Vouvant községekkel határos.

## Népesség
A település népességének változása:
| Lakosok száma | 322  | 321  | 328  | 318  | 317  | 321  | 324  | 325  | 318  |
|               | 2013 | 2015 | 2016 | 2017 | 2018 | 2019 | 2020 | 2021 | 2022 |